# گرم و دنج
گرم و دنج (کره‌ای: 맨도롱 또똣; لاتین‌نویسی اصلاح‌شده: Maendorong Ttottot) یک مجموعهٔ تلویزیونی کره جنوبی سال ۲۰۱۵ با بازی کانگ سو-را و یو یون-سوک است. نویسندگی این مجموعه توسط خواهران هونگ انجام شده‌است. این مجموعه از ۱۳ مه تا ۲ ژوئیه ۲۰۱۵، روزهای چهارشنبه و پنجشنبه ساعت ۲۲:۰۰ (کی‌اس‌تی) از ام‌بی‌سی برای ۱۶ قسمت پخش شد.

## بازیگران

### اصلی
- کانگ سو-را در نقش لی جونگ-جو؛ ۲۹ ساله
- یو یون-سوک در نقش بک گون-وو؛ ۲۹ ساله